# Louis Mapou
Louis Mapou, né le 14 novembre 1958 à la tribu d’Unia dans la commune de Yaté, est un homme politique kanak indépendantiste de Nouvelle-Calédonie, président du gouvernement du 16 juillet 2021 au 15 janvier 2025. 
Il est père de quatre enfants et est le frère cadet de Raphaël Mapou, lui-aussi figure de l'indépendantisme kanak. Membre du Parti de libération kanak (Palika), il est président du groupe Union nationale pour l'indépendance (UNI) au Congrès de la Nouvelle-Calédonie de 2014 à 2021 et conseiller municipal d'opposition à Païta de 1989 à 1995 et depuis 2020. 
Il est élu président du gouvernement de la Nouvelle-Calédonie le 8 juillet 2021, le premier indépendantiste à obtenir cette fonction sous le statut de l'accord de Nouméa.

## Origines et formation
Louis Mapou a commencé à militer dans les premiers mouvements de gauche indépendantiste kanak lorsqu'il était lycéen à partir de 1974, notamment en créant avec le futur maire de Koné Joseph Goromido l'Association des lycéens kanak (ALK), lié au « Groupe 1878 » d'Élie Poigoune. Celui-ci, très axé sur les questions de revendications foncières sur la Grande Terre, est l'une des organisations à l'origine de la création du Parti de libération kanak (Palika) en 1975.
Louis Mapou a suivi des études universitaires à Nantes puis à Paris en géographie humaine. Il a notamment contribué aux travaux de l’ORSTOM (devenue IRD) sur le rééquilibrage territorial en Nouvelle-Calédonie.

## Carrière professionnelle
Après ses études, il entre à l’Agence de développement rural et d'aménagement foncier et en sera le directeur général de 1998 à 2005.
Entre 2005 et 2014, il est à la fois administrateur d’Eramet, président du conseil de direction de Koniambo Nickel et directeur de la Sofinor.

## Carrière politique
Louis Mapou est conseiller municipal de Païta de 1989 à 1995 et depuis 2020, ainsi qu'élu de la Province Sud et au Congrès depuis 2014.
En 2017 il se présente aux élections législatives dans la deuxième circonscription de Nouvelle-Calédonie en tant que candidat unique du FLNKS et arrive en tête au premier tour avec un score de 30,08 %. Il perd cependant au deuxième tour face au député sortant Philippe Gomès avec 45,05 % des suffrages exprimés.
Il est élu président du gouvernement de la Nouvelle-Calédonie le 8 juillet 2021, devenant le premier indépendantiste à accéder à cette fonction sous le statut de l'accord de Nouméa. Il entre en fonction le 16 juillet 2021, soit une semaine après son élection comme président du dix-septième gouvernement,. Le 24 décembre 2024, en désaccord avec sa gestion des conséquences des émeutes indépendantistes débutées en mai, les membres de la liste gouvernementale de Calédonie ensemble démissionnent collectivement, entraînant la chute du gouvernement collégial. Alcide Ponga (Le Rassemblement) lui succède comme président du dix-huitième gouvernement le 15 janvier 2025.